# Саусе
Саусе (также известен как сеусе) — папуасский язык, на котором говорят в Индонезии (юго-западнее от деревень Сентани, северо-западнее от Лерех, Урес, Мубарарон, Саусе-Бококо, Витти-Ядов, Лидья, Пуарал). Его классификация не определена, но, возможно, он связан с языковой семьёй тор-кверба.